# Saint-Malo (Québec)
Pour les articles homonymes, voir Saint-Malo (homonymie).
Ne doit pas être confondu avec Saint-Malo (quartier de Québec).
Saint-Malo est une municipalité du Québec située dans la municipalité régionale de comté de Coaticook en Estrie.

## Toponymie
La ville est nommée en l'honneur du moine gallois Malo (ou Maclou), évêque évangélisateur de la Bretagne, et réfère à la patrie de Jacques Cartier, explorateur du Nouveau Monde.
« En 1862, une paroisse répondant au nom de Saint-Malo voit le jour et fera l'objet d'une érection canonique en 1863. Par la suite, un bureau de poste ouvert en 1865 reprendra cette appellation. Sur le plan municipal, on assiste en 1855 à la création de la municipalité des townships unis de Newport-Ditton-Chesham-Clinton-et-Auckland, à l'origine de la municipalité du canton d'Auckland créée officiellement en 1870 et couramment dénommée Saint-Malo-d'Auckland. Afin d'assurer au nom de l'endroit un caractère davantage français, on lui substituait, en 1964, celui de Saint-Malo ».

## Géographie

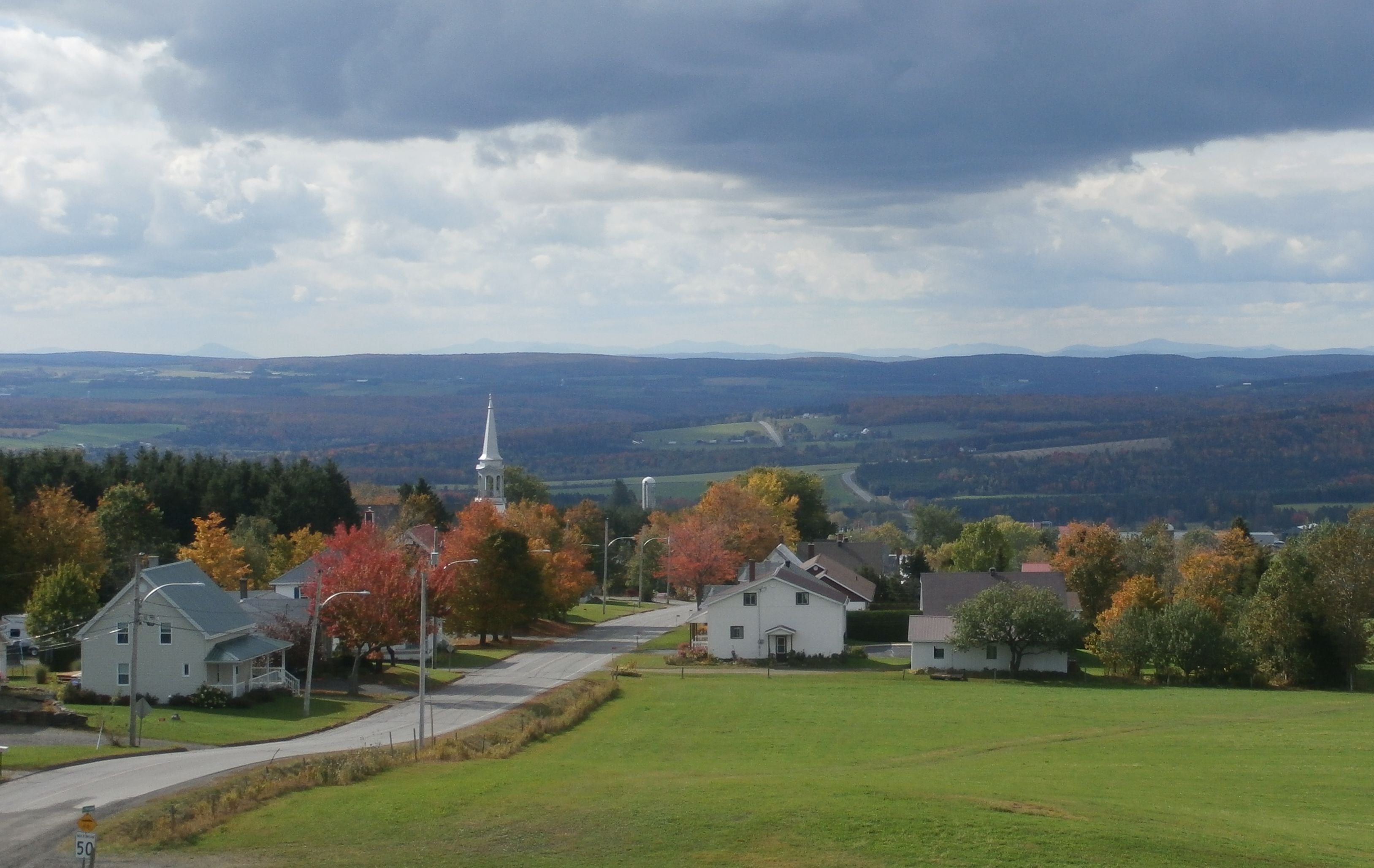
Village de Saint-Malo (Québec).

Saint-Malo est traversé par la route 253. Saint-Malo est la municipalité la plus élevée du Québec et culmine à 640 m d'altitude. Les Malouins vivent dans un environnement parsemé de forêts, de terres agricoles et de cours d'eau, principales ressources économiques de la municipalité.

## Démographie
| 1991 | 1996 | 2001 | 2006 | 2011 | 2016 | 2021 |
| ---- | ---- | ---- | ---- | ---- | ---- | ---- |
| 401  | 375  | 518  | 516  | 483  | 475  | 514  |

## Administration

### Liste des maires de Saint-Malo
Les élections municipales se font en bloc pour le maire et les six conseillers.
| Saint-Malo Maires depuis 2001                                                                                        |                |         |          |
| Élection | Maire          | Qualité | Résultat |
| 2001 | Luc Lévesque   |         | Voir     |
| 2005 | Jacques Madore |         | Voir     |
| 2009 | Jacques Madore | Voir    |          |
| 2013 | Jacques Madore | Voir    |          |
| 2017 | Jacques Madore | Voir    |          |
| 2021 | Benoit Roy     |         | Voir     |
| Élection partielle en italique Depuis 2005, les élections sont simultanées dans toutes les municipalités québécoises |                |         |          |

### Jumelages
- Saint-Malo, Bretagne (France)
- Saint-Malo, Manitoba (Canada)

## Attraits touristiques

### Circuits découverte

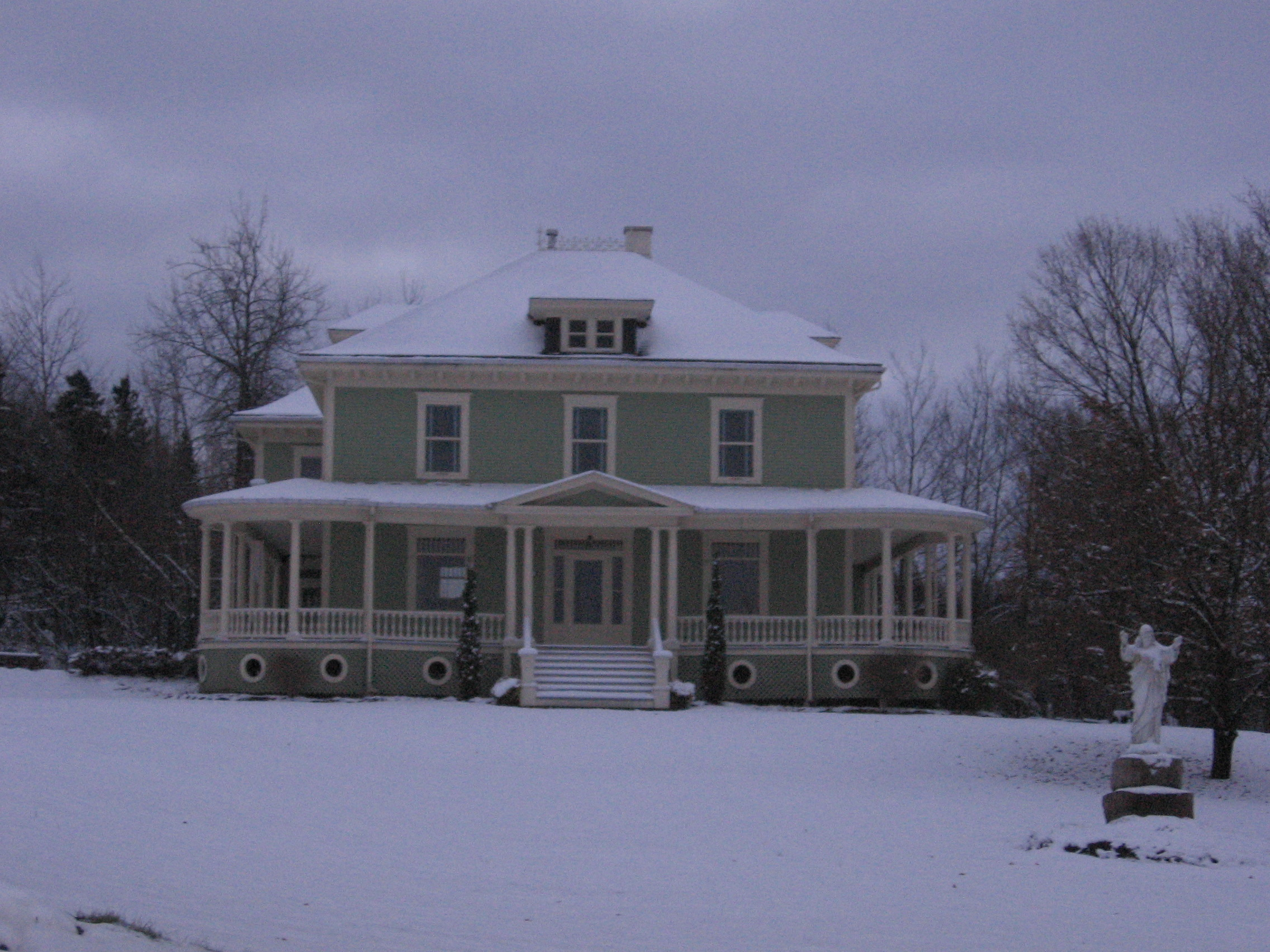
Presbytère de Saint-Malo.

La Montagnaise, une tour d'observation d'une hauteur de 10 m érigée en 1995, permet à ses visiteurs d'observer les paysages alentour. Depuis 2004, la municipalité de Saint-Malo fait partie du Circuit découverte, Par monts et poésie, qui permet aux visiteurs de découvrir les différents attraits des municipalités de Saint-Malo, Saint-Venant-de-Paquette et East Hereford.
Les attraits patrimoniaux de Saint-Malo comme ses sculptures amérindiennes et son patrimoine religieux y sont présentés.

### La Voie des pionniers
Depuis son lancement en 2011, La Voie des pionniers compte un arrêt à Saint-Malo. En effet, la Table de concertation culturelle de la MRC de Coaticook, créatrice du projet, a choisi d'intégrer, à son tracé, la silhouette de Georgianna Lizotte-Ouellet, la sage femme du village.
Située près de la tour d'observation, le personnage de Mme Lizotte-Ouellet raconte de larges pans de son métier, ainsi que les événements régionaux importants de son époque.

### Autres
En septembre, se déroule la fête des récoltes qui propose différentes activités dont la messe en plein air.

### Sentier des Aînés
La municipalité a aménagé un espace de type gymnase extérieur. Celui-ci est rattaché au projet Sentier des Aînés, un sentier pédestre qui rejoint l'école primaire du village.Le sentier, d'une longueur de 1,2 km, est praticable toute l'année. Il a pu être prolongé en 2018 après que la Fondation Tillotson est offert leur appui financier.